# نتيلة بنت جناب
نتيلة بنت جناب بن كليب النمرية هي زوجة عبد المطلب بن هاشم، وأم العباس وضرار، وهي أول من كسا الكعبة بالديباج.

## نسبها
نتيلة بنت جناب بن كليب بن مالك بن عمرو بن عامر بن زيد مناة بن عامر بن سعد بن الخزرج بن تيم اللات بن بن النمر بن قاسط بن هنب بن أفصى بن دعمي بن جديلة بن أسد بن ربيعة بن نزار بن معد بن عدنان.

## كسوتها للكعبة
ضاع ابنها العباس وهو صغير، فنذرت إن وجدته أن تكسو الكعبة بالديباج، فوجدته ففعلت، فهي أول من كساها ذلك.